# Cejl

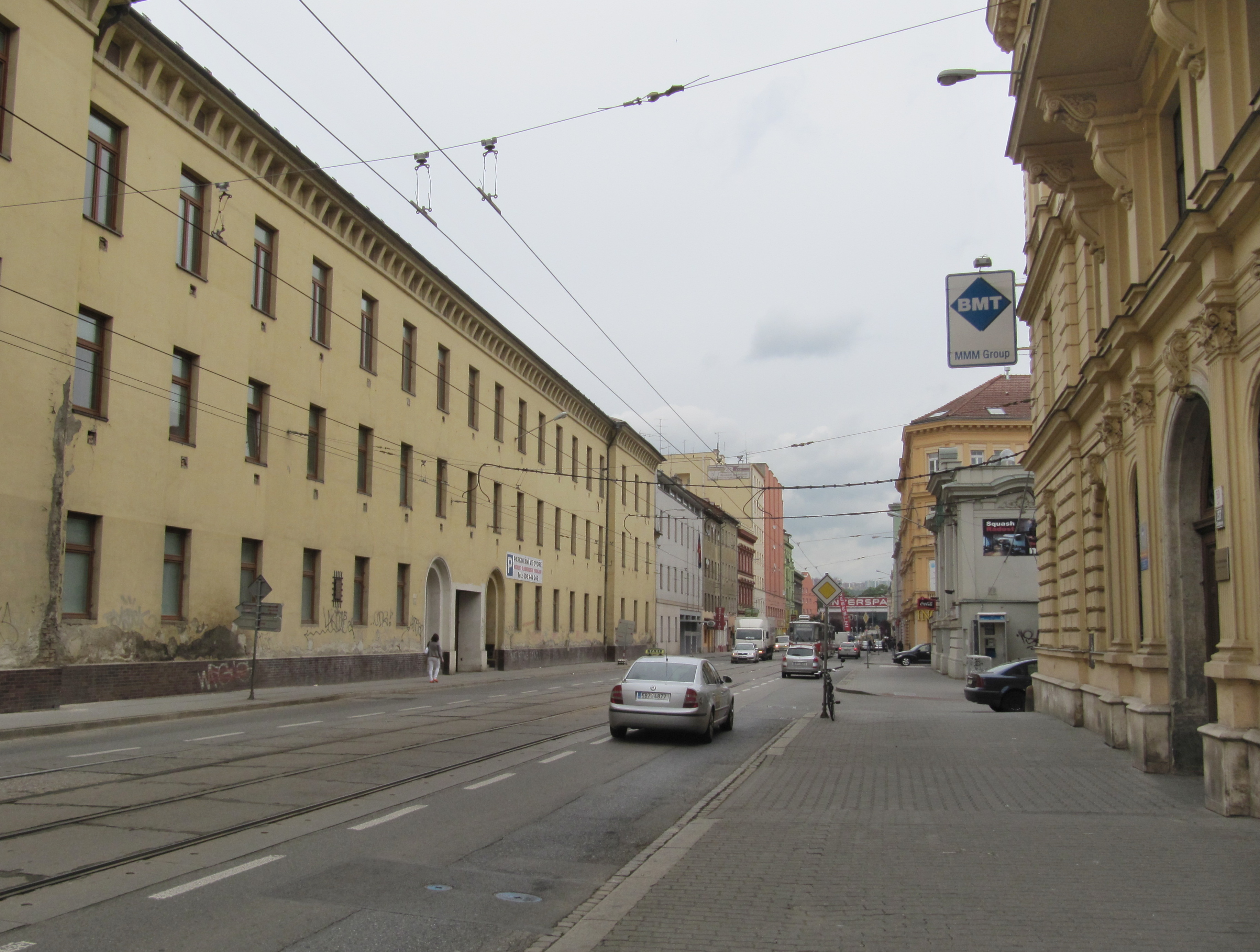
Cejl in Brünn

Die Cejl (von deutsch: Zeil) ist eine der Hauptstraßen im Zentrum von Brünn im Stadtteil Zábrdovice (historisch deutsch: Obrowitz). Ihr westlicher, längerer Teil liegt im Bezirk Brünn-Mitte und der östliche Teil im Bezirk Brünn-Nord.
Die Cejl ist eine wichtige Verbindung zwischen dem Zentrum von Brünn und dem Osten der Stadt. Auf ihr verkehren mehrere Straßenbahnlinien und Oberleitungsbusse. Die Straße und der angrenzende Stadtteil Cejl haben jedoch einen schlechten Ruf.

## Geschichte
Der heutige Straßenverlauf  folgt der mittelalterlichen Straße von Brünn durch die Siedlung Radlas nach Zábrdovice, wo sie in Richtung Husovice und Židenice (historisch deutsch: Schimiß) abzweigte. Entlang der Straße entstand die gleichnamige Vorstadt, die später Unterzeil und Oberzeil hieß.
Der Name Cejl leitet sich vom deutschen Wort „Zeile“ ab und bezeichnet eine Siedlung mit aneinandergereihten Häusern entlang einer Straße. Der erste dokumentierte lateinische Name Linea hat die gleiche Bedeutung. Im 19. Jahrhundert kam der Name Unterzeil in Gebrauch, um sie von der inzwischen entstandenen Oberzeil (dem Gebiet der heutigen Francouzská Straße) zu unterscheiden.
Zeil war ursprünglich ein (?), das sich während der Industrialisierung in ein typisches Arbeiterviertel verwandelte. Hier entstanden Textilfabriken, die ihre Ware in die ganze Welt exportierten.